# Малина великолепная
Мали́на великоле́пная (лат. Rúbus spectábilis) — вид растений из Северной Америки, входящий в род Рубус семейства Розовые (Rosaceae).

## Ботаническое описание

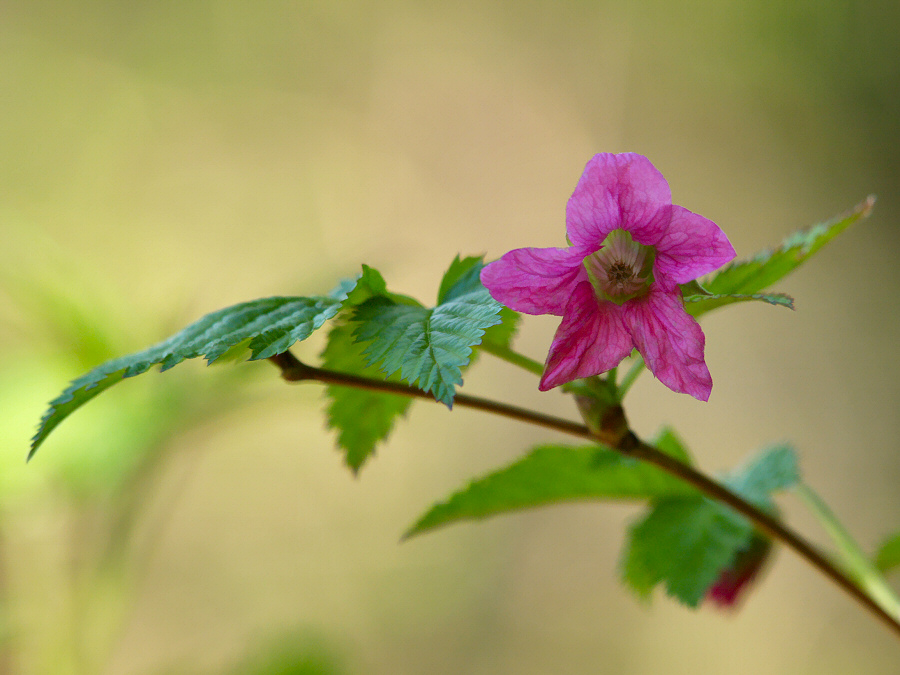

Стебель достигает 2—5 м в длину, голый или ворсистый, неветвистый, иногда с небольшими прямыми шипами. Кора желтоватая.
Листья опадающие, состоят из трёх листочков, иногда не полностью дифференцированных, каждый из которых слабоопушённый (с нижней стороны у некоторых популяций — довольно густо опушённый), с дваждызубчатым краем. Центральный листочек до 10 см длиной, заострённый, с притупленным или клиновидным основанием, боковые листочки яйцевидные.
Цветки одиночные или в соцветиях по 2—4, малинового цвета, 2,5—4 см в диаметре. Чашечка из пяти яйцевидных чашелистиков, покрытых волосками. Лепестки яйцевидно-эллиптические, 1,5—2 см длиной.
Плод 1,5—2 см в диаметре, при созревании лососево-красного, реже ярко-жёлтого цвета, с сохраняющимися нитевидными пестиками.
Набор хромосом — 2n = 14.

## Ареал
Малина великолепная распространена на западе Северной Америки — от Алеутских островов и Аляски на севере до северной Калифорнии (округ Мендосино). На восток заходит в Айдахо и Монтану. Типовые экземпляры были собраны в долине реки Колумбия.
Натурализовалась в некоторых районах Центральной и Западной Европы.

## Значение
Изредка культивируется в Европе с начала XIX века как плодовый кустарник, в настоящее время — чаще как декоративное растение с ярко-розовыми цветками. В Северной Америке получены более продуктивные гибриды с Rubus idaeus.
Индейцы северо-запада употребляли в пищу плоды и побеги малины великолепной в сыром виде. Побеги зачастую были первой свежей растительной пищей весны.

## Таксономия

### Синонимы
- Parmena spectabilis (Pursh) Greene, 1906
- Rubus franciscanus Rydb., 1913
- Rubus ribifolius Willd., nom. inval.
- Rubus stenopetalus Cham., 1822